# Lieutenant général de police
Il Lieutenant général de police (in italiano: Luogotenente generale di polizia), fu una carica creata in Francia nel XVII secolo per definire la figura del magistrato incaricato dell'esercizio della "polizia", intesa allora con una accezione molto più ampia di quella odierna. Joseph-Nicolas Guyot definì la polizia come l'attività di assicurare "l'ordine, il regolamento stabilito in una città per tutto ciò che riguarda la sicurezza e la comodità dei suoi abitanti".
Il termine polizia deriva dalla parola latina politia usata per designare l'organizzazione politica, il governo della città. Questa parola latina deriva dalla parola greca πολιτεία (politeía), relativa al buon ordine, alla buona amministrazione della città (città=πόλις).
Questo concetto, che ebbe grande successo istituzionale e dottrinale dalla fine del XVII secolo sino alla metà del XVIII secolo, fu oggetto del Traite de la police, opera fondamentale del commissario dello Châtelet, Nicolas de La Mare, che attribuì alle autorità preposte alla polizia undici ambiti di competenza: religione, morale, sanità, vettovaglie e alimenti, viabilità (come ad esempio la gestione di fanghi e rifiuti), tranquillità e sicurezza pubblica (la chiusura delle porte cittadine, l'accensione dei lampioni), arti liberali e e scienze (l'attività di polizia libraria), commercio (il monitoraggio del prezzo del pane per evitare rivolte), regolamenti riguardanti servi, servitori e braccianti, manifatture e arti meccaniche e gestione della povertà.
Pochi anni dopo la sua ascesa al trono e una volta ristabilito l'ordine nelle finanze del regno, Luigi XIV si rese conto che era necessario riformare profondamente il servizio di polizia perché fosse più orientato a  mantenere "l'ordine in tutte le cose", in particolare a Parigi, dove era presente il parlamento e dove da sempre si erano verificati i tumulti più significativi. Questa riforma, sostenuta da Colbert, fu uno degli sforzi del Re Sole per creare in Francia uno stato moderno.

## Elenco deiLieutenant général de police
- 1667-1697 : Gabriel Nicolas de La Reynie
- 1697-1718 : Marc René de Voyer de Paulmy, marchese d'Argenson
- 1718-1720 : Louis-Charles de Machault d'Arnouville
- 1720 : Marc Pierre de Voyer de Paulmy, conte d'Argenson
- 1720-1722 : Gabriel Taschereau de Baudry
- 1722-1724 : Marc Pierre de Voyer de Paulmy, conte d'Argenson
- 1724-1725 : Nicolas Ravot d'Ombreval
- 1725-1739 : René Hérault
- 1739-1747 : Claude-Henry Feydeau de Marville
- 1747-1757 : Nicolas-René Berryer
- 1757-1759 : Henri Léonard Jean-Baptiste Bertin
- 1759-1774 : Antoine de Sartine, conte d'Alby
- 1774-1775 : Jean-Charles-Pierre Lenoir
- 1775-1776 : Joseph d'Albert
- 1776-1785 : Jean-Charles-Pierre Lenoir
- 1785-1789 : Louis Thiroux de Crosne